# Comunità montana Pinerolese Pedemontano
La Comunità montana Pinerolese Pedemontano era una Comunità montana del Piemonte.

## Storia

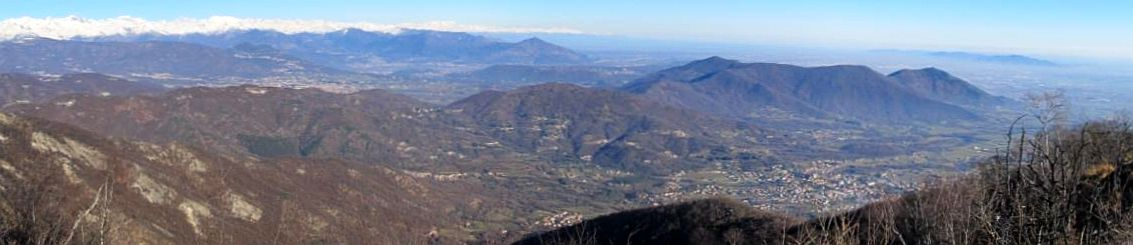
La val Chisola

L'ente univa 8 comuni del pinerolese (Pinerolo ed altri sette comuni della fascia alpina a ridosso della pianura). Ricadevano nel suo territorio i rilievi prossimi allo sbocco della Val Pellice e della Val Chisone sulla pianura nonché le valli Lemina, Noce e Chisola.
Suo scopo principale era quello di favorire lo sviluppo della fascia prealpina del Pinerolese nella salvaguardia del patrimonio ambientale e culturale proprio.
Negli anni ha sviluppato soprattutto le seguenti attività:
- salvaguardia degli alpeggi
- sviluppo del turismo

La sede della Comunità montana si trovava a Pinerolo. La comunità montana, tra le altre iniziative, ha promosso il Museo del Gusto che ha sede a Frossasco.
Nel 2010 il suo territorio è entrato a far parte della nuova Comunità montana del Pinerolese].